# Jaskinia za Matką Boską
Jaskinia za Matką Boską, Schronisko nad Jaskinią nad Matką Boską – jaskinia w Dolinie Mnikowskiej we wsi Mników, w województwie małopolskim, w powiecie krakowskim, w gminie Liszki. Pod względem geograficznym znajduje się na Garbie Tenczyńskim na południowym skraju Wyżyny Krakowsko- Częstochowskiej.

## Opis obiektu
Po prawej stronie (patrząc od dołu) obrazu Matki Bożej Skalskiej znajduje się opadająca w dół skalna ostroga. Za nią znajduje się na stromym zboczu rozszerzenie Doliny Mnikowskiej ograniczone dwiema skalnymi ostrogami i pionowym murem skalnym. Otwór jaskini znajduje się w górnej części zachodniego zbocza lewej ostrogi, tuż poniżej skalnego muru. Ma ekspozycję północno-zachodnią i jest widoczny z dołu, ze ścieżki wiodącej dnem doliny.
Nad otworem jaskini znajduje się okap o szerokości do 8 m i wysokości do 3 m. Z jego wschodniego końca w głąb skały biegnie korytarz o długości 9 m, kończący się niedostępną szczeliną biegnącą w kierunku Jaskini nad Matką Boską. Za dwumetrowym progiem znajduje się niewielka salka. Na zachodnim końcu okapu znajduje się płytka wnęka z rynną denną przechodzącą w niedostępną szczelinę.
Jaskinia powstała na pionowym pęknięciu w wapieniach pochodzących z jury późnej. Wytworzyła się w warunkach freatycznych – świadczą o tym liczne zagłębienia po kotłach wirowych na jej ścianach. Nacieki ubogie, w postaci zwietrzałych grzybków. Namulisko skąpe, złożone z gruzu wapiennego zmieszanego z gliną. Początkowa część jaskini jest widna, na ścianach przy otworze wejściowym rosną glony i mszaki, a nad otworem glony i paprocie. W głębi jaskinia jest sucha i ciemna. Stwierdzono występowanie kilku gatunków pająków: Amaurobius fenestralis, Leiobunum rupestre, Lepthyphantes leprosus, Nesticus cellulanus, Tegenaria silvestris, Tegenaria ferruginea, Porrhomma convexum.

## Historia poznania
Jaskinia jest znana i odwiedzana. Po raz pierwszy opisał ją Kazimierz Kowalski w 1951 roku. W 1982 r. E.Sanocka-Wołoszynowa badała faunę pajęczaków w jaskini. Dokumentację jaskini i plan opracował M. Szelerewicz w listopadzie 1999 r.
Jaskinia nie jest dostępna turystycznie.

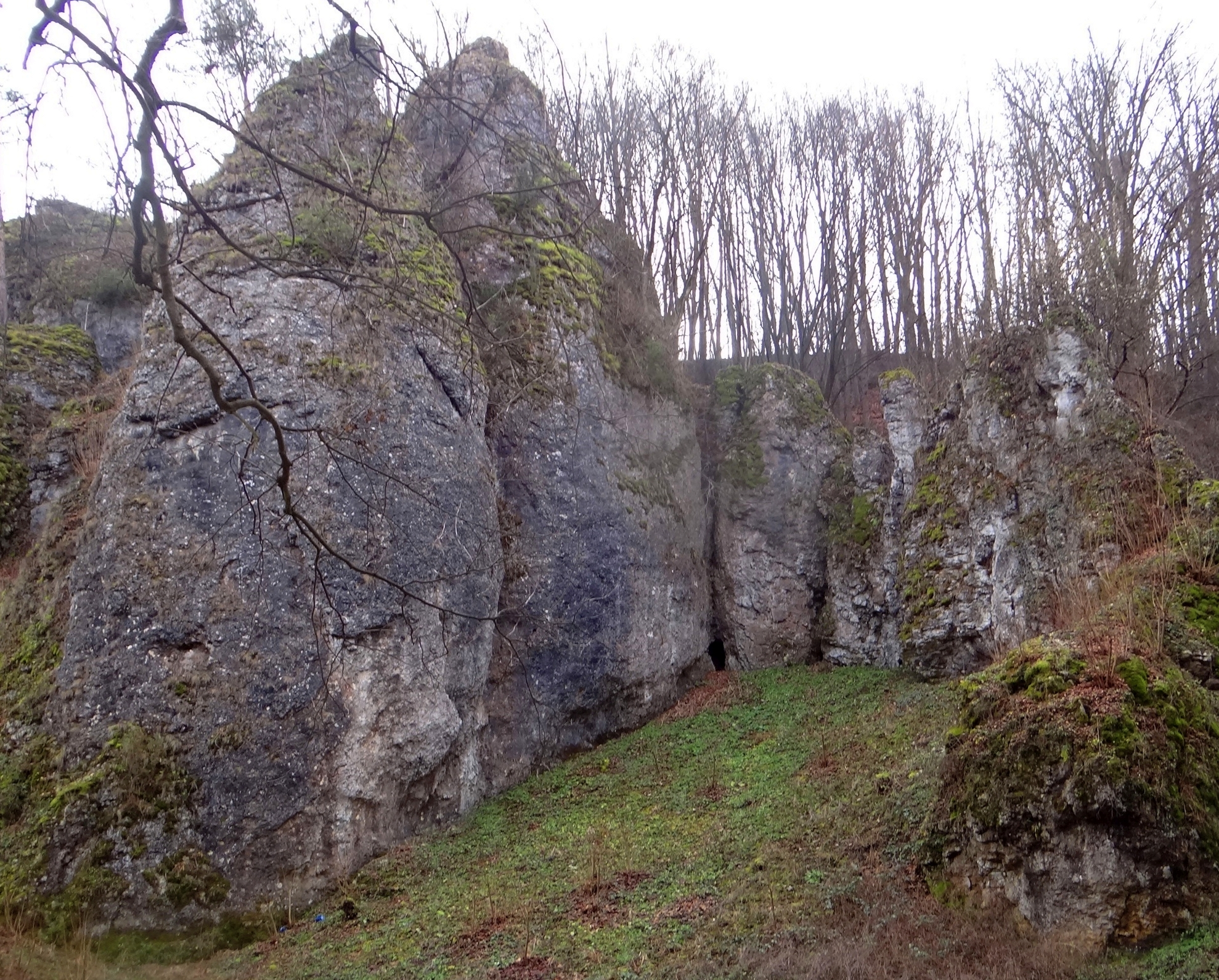
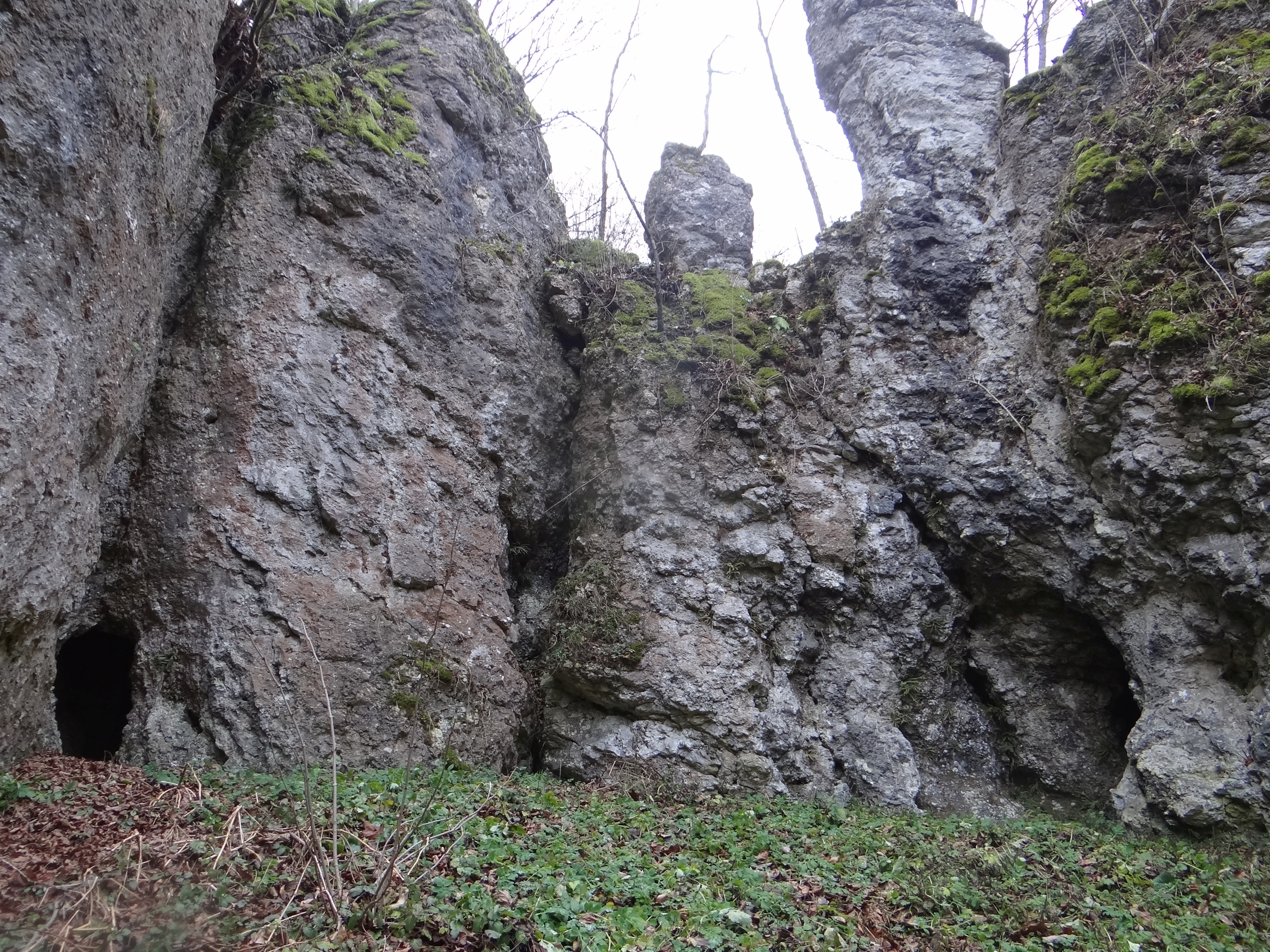
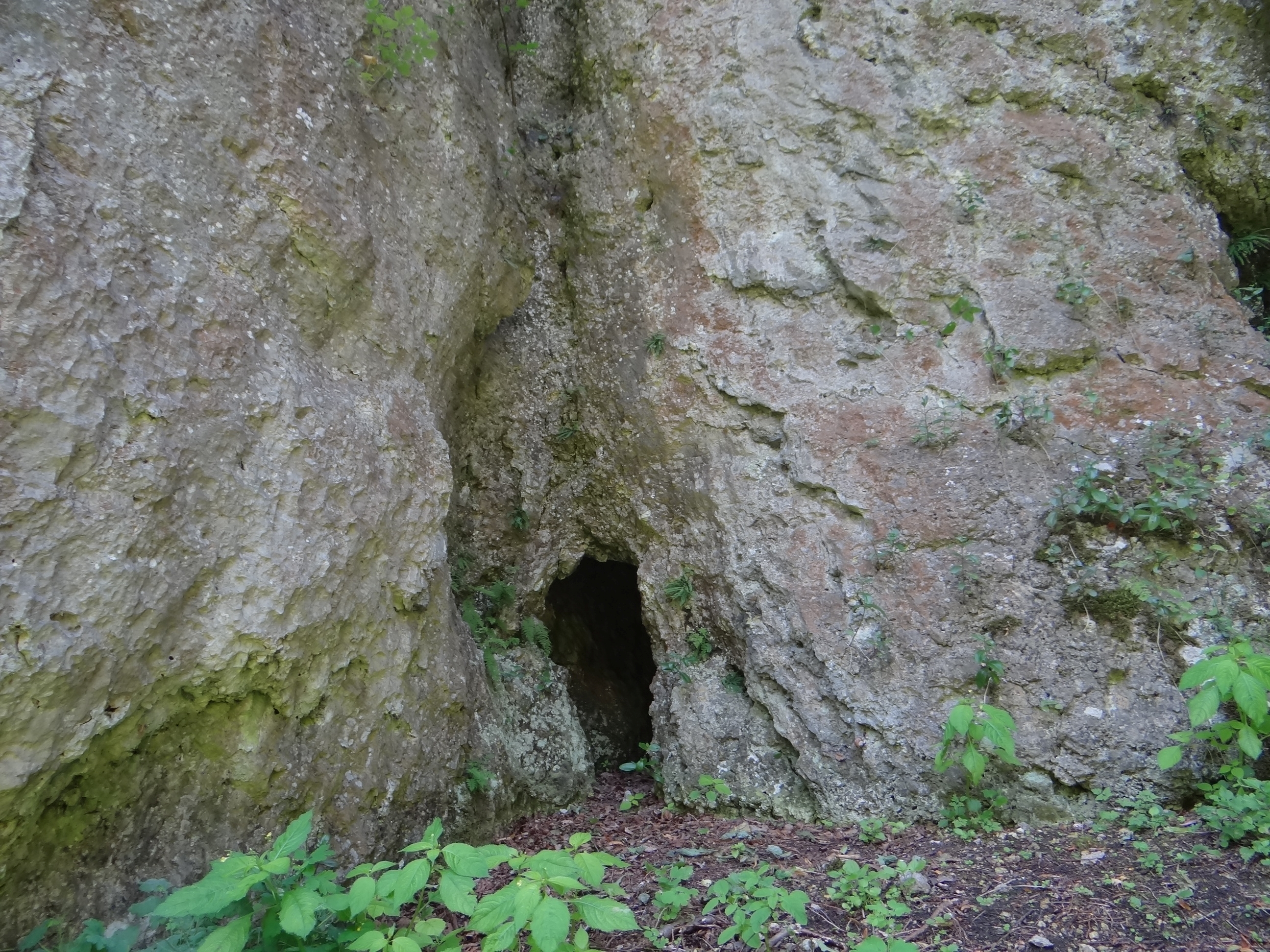
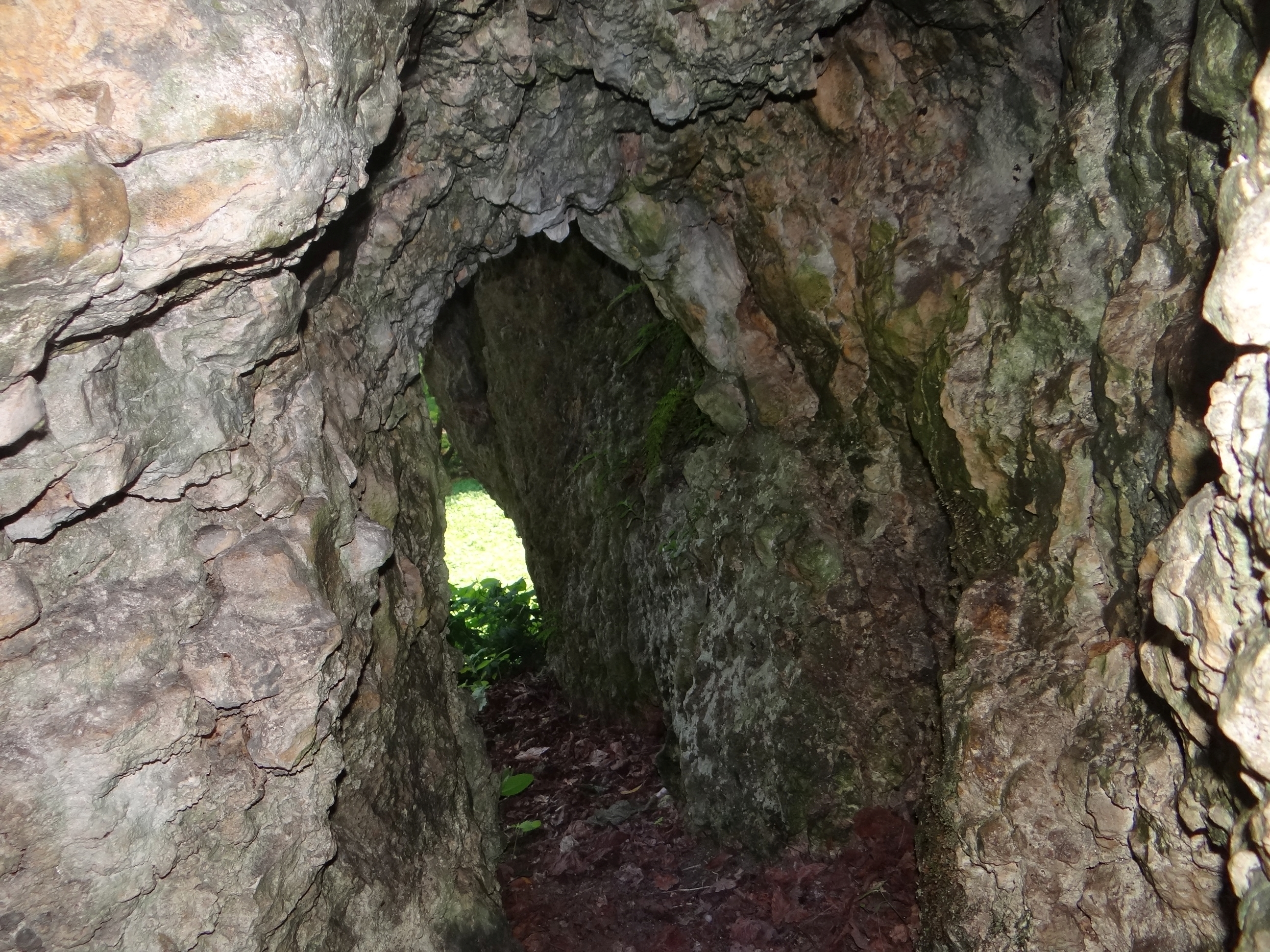
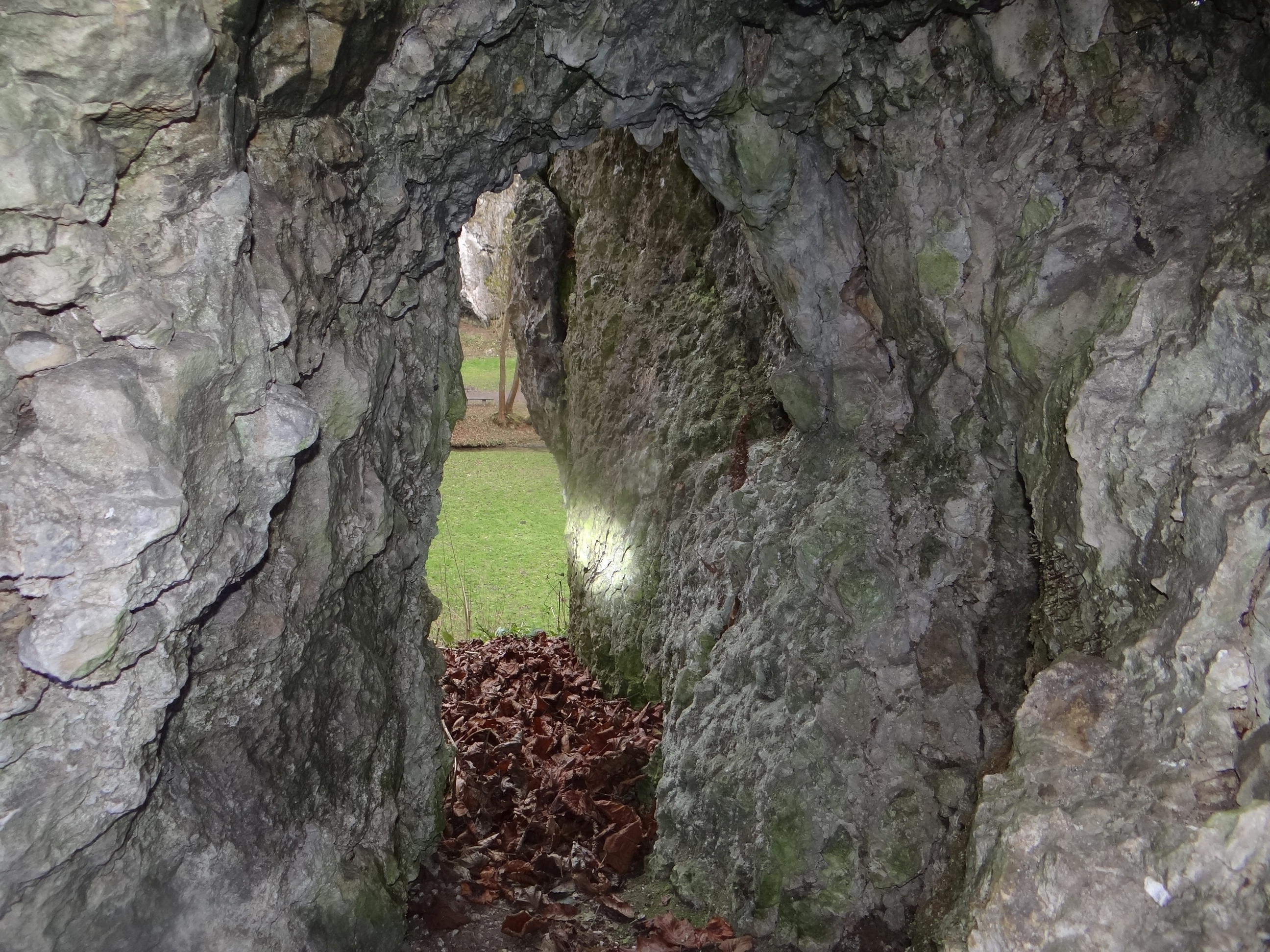